# Lijst van administratieve eenheden in Lạng Sơn
Deze lijst bevat een overzicht van administratieve eenheden in Lạng Sơn (Vietnam).
De provincie Lạng Sơn ligt in het noorden van Vietnam, tegen de grens met de Volksrepubliek China. De oppervlakte van de provincie bedraagt 8331,2 km² en Lạng Sơn telt ruim 751.000 inwoners. Lạng Sơn is onderverdeeld in een stad en tien huyện.

## Stad

### Thành phốLạng Sơn
- Phường Chi Lăng
- Phường Đông Kinh
- Phường Hoàng Văn Thụ
- Phường Tam Thanh
- Phường Vĩnh Trại
- Xã Hoàng Đồng
- Xã Mai Pha
- Xã Quảng Lạc

## Huyện

### HuyệnBắc Sơn
- Thị trấn Bắc Sơn
- Xã Bắc Sơn
- Xã Chiến Thắng
- Xã Chiêu Vũ
- Xã Đồng ý
- Xã Hưng Vũ
- Xã Hữu Vĩnh
- Xã Long Đống
- Xã Nhất Hòa
- Xã Nhất Tiến
- Xã Quỳnh Sơn
- Xã Tân Hương
- Xã Tân Lập
- Xã Tân Thành
- Xã Tân Tri
- Xã Trấn Yên
- Xã Vạn Thủy
- Xã Vũ Lăng
- Xã Vũ Lễ
- Xã Vũ Sơn

### Huyện Bình Gia
- Thị trấn Bình Gia
- Xã Bình La
- Xã Hòa Bình
- Xã Hoa Thám
- Xã Hoàng Văn Thụ
- Xã Hồng Phong
- Xã Hồng Thái
- Xã Hưng Đạo
- Xã Minh Khai
- Xã Mông Ân
- Xã Quang Trung
- Xã Quý Hòa
- Xã Tân Hòa
- Xã Tân Văn
- Xã Thiện Hòa
- Xã Thiện Long
- Xã Thiện Thuật
- Xã Tô Hiệu
- Xã Vĩnh Yên
- Xã Yên Lỗ

### Huyện Cao Lộc
- Thị trấn Cao Lộc
- Thị trấn Đồng Đăng
- Xã Bảo Lâm
- Xã Bình Trung
- Xã Cao Lâu
- Xã Công Sơn
- Xã Gia Cát
- Xã Hải Yến
- Xã Hòa Cư
- Xã Hồng Phong
- Xã Hợp Thành
- Xã Lộc Yên
- Xã Mẫu Sơn
- Xã Phú Xá
- Xã Song Giáp
- Xã Tân Liên
- Xã Tân Thành
- Xã Thạch Đạn
- Xã Thanh Lòa
- Xã Thụy Hùng
- Xã Xuân Long
- Xã Xuất Lễ
- Xã Yên Trạch

### Huyện Chi Lăng
- Thị trấn Chi Lăng
- Thị trấn Đồng Mỏ
- Xã Bắc Thủy
- Xã Bằng Hữu
- Xã Bằng Mạc
- Xã Chi Lăng
- Xã Chiến Thắng
- Xã Gia Lộc
- Xã Hòa Bình
- Xã Hữu Kiên
- Xã Lâm Sơn
- Xã Liên Sơn
- Xã Mai Sao
- Xã Nhân Lý
- Xã Quan Sơn
- Xã Quang Lang
- Xã Thượng Cường
- Xã Vân An
- Xã Vạn Linh
- Xã Vân Thủy
- Xã Y Tịch

### Huyện Đình Lập
- Thị trấn Đình Lập
- Thị trấn nông trường Thái Bình
- Xã Bắc Lãng
- Xã Bắc Xa
- Xã Bính Xá
- Xã Châu Sơn
- Xã Cường Lợi
- Xã Đình Lập
- Xã Đồng Thắng
- Xã Kiên Mộc
- Xã Lâm Ca
- Xã Thái Bình

### Huyện Hữu Lũng
- Thị trấn Hữu Lũng
- Xã Cai Kinh
- Xã Đô Lương
- Xã Đồng Tân
- Xã Đồng Tiến
- Xã Hồ Sơn
- Xã Hòa Bình
- Xã Hòa Lạc
- Xã Hòa Sơn
- Xã Hòa Thắng
- Xã Hữu Liên
- Xã Minh Hòa
- Xã Minh Sơn
- Xã Minh Tiến
- Xã Nhật Tiến
- Xã Quyết Thắng
- Xã Sơn Hà
- Xã Tân Lập
- Xã Tân Thành
- Xã Thanh Sơn
- Xã Thiện Kỵ
- Xã Vân Nham
- Xã Yên Bình
- Xã Yên Sơn
- Xã Yên Thịnh
- Xã Yên Vượng

### Huyện Lộc Bình
- Thị trấn Lộc Bình
- Thị trấn Na Dương
- Xã Bằng Khánh
- Xã Đồng Bục
- Xã Đông Quan
- Xã Hiệp Hạ
- Xã Hữu Khánh
- Xã Hữu Lân
- Xã Khuất Xá
- Xã Lợi Bác
- Xã Lục Thôn
- Xã Mẫu Sơn
- Xã Minh Phát
- Xã Nam Quan
- Xã Như Khuê
- Xã Nhượng Bạn
- Xã Quan Bản
- Xã Sàn Viên
- Xã Tam Gia
- Xã Tĩnh Bắc
- Xã Tú Đoạn
- Xã Tú Mịch
- Xã Vân Mộng
- Xã Xuân Dương
- Xã Xuân Lễ
- Xã Xuân Mãn
- Xã Xuân Tình
- Xã Yên Khoái
- Xã ái Quốc

### Huyện Tràng Định
- Thị trấn Thất Khê
- Xã Bắc ái
- Xã Cao Minh
- Xã Chi Lăng
- Xã Chí Minh
- Xã Đại Đồng
- Xã Đào Viên
- Xã Đề Thám
- Xã Đoàn Kết
- Xã Đội Cấn
- Xã Hùng Sơn
- Xã Hùng Việt
- Xã Kháng Chiến
- Xã Khánh Long
- Xã Kim Đồng
- Xã Quốc Khánh
- Xã Quốc Việt
- Xã Tân Minh
- Xã Tân Tiến
- Xã Tân Yên
- Xã Tri Phương
- Xã Trung Thành
- Xã Vĩnh Tiến

### Huyện Văn Lãng
- Thị trấn Na Sầm
- Xã An Hùng
- Xã Bắc La
- Xã Gia Miễn
- Xã Hoàng Văn Thụ
- Xã Hoàng Việt
- Xã Hội Hoan
- Xã Hồng Thái
- Xã Nam La
- Xã Nhạc Kỳ
- Xã Tân Lang
- Xã Tân Mỹ
- Xã Tân Tác
- Xã Tân Thanh
- Xã Tân Việt
- Xã Thành Hòa
- Xã Thanh Long
- Xã Thụy Hùng
- Xã Trùng Khánh
- Xã Trùng Quán

### Huyện Văn Quan
- Thị trấn Văn Quan
- Xã Bình Phúc
- Xã Chu Túc
- Xã Đại An
- Xã Đồng Giáp
- Xã Hòa Bình
- Xã Hữu Lễ
- Xã Khánh Khê
- Xã Lương Năng
- Xã Phú Mỹ
- Xã Song Giang
- Xã Tân Đoàn
- Xã Trấn Ninh
- Xã Tràng Các
- Xã Tràng Phái
- Xã Tràng Sơn
- Xã Tri Lễ
- Xã Tú Xuyên
- Xã Văn An
- Xã Vân Mộng
- Xã Việt Yên
- Xã Vĩnh Lại
- Xã Xuân Mai
- Xã Yên Phúc